# В облозі
В облозі (англ. Under Siege) — американський бойовик режисера Ендрю Девіса.

## Сюжет
Терористи — колишня еліта командос — під виглядом супроводу рок-групи, яка повинна виступити перед військовими моряками, пробираються на корабель з ядерною зброєю. Розправившись з основною частиною команди, вони намагаються шантажувати уряд США. Все для загарбників судна складалося добре до тих пір, поки вони не зіткнулися з кухарем — колишнім морським піхотинцем. Кок не міг стерпіти такого знущання: він практично самотужки ховає плани покидьків один за іншим.

## У ролях
- Стівен Сігал — Кейсі Райбек
- Томмі Лі Джонс — Вільям Стренікс
- Гері Б'юзі — командер Крілл
- Еріка Еленьяк — Джордан Тейт
- Колм Міні — Думер
- Патрік О'Ніл — капітан Адамс
- Енді Романо — адмірал Бейтс
- Нік Манкузо — Том Брекер
- Деміан Чапа — Такман
- Трой Еванс — Грангер

## Цікаві факти
- Це єдиний фільм в кар'єрі Стівена Сігала, який отримав сертифікат свіжого на популярному сайті Rotten Tomatoes (не менше 60 % позитивних рецензій критиків). Це також єдиний фільм за участю актора, який отримав номінацію на Оскар.
- Як легендарний лінкор «Міссурі» під час зйомок фільму використовувався лінкор «Алабама». З 1964 року він стоїть на вічному причалі як музейний корабель у Мобілі, штат Алабама. Однією з найбільших складнощів для знімальної групи було створити ілюзію рухомого корабля у відкритому морі. З цією метою була створена 35-метрова завішена чорною тканиною баржа, яка при необхідності закривала від попадання в кадр вогні і будови великого міста.
- Цей же номер журналу Playboy з'являвся у фільмі «Один вдома» (1990).
- Дев'ять акторів, що брали участь у фільмі, перейшли разом з режисером Ендрю Девісом в його наступний проект, яким став трилер «Втікач» (1993).
- Для британського релізу кілька сцен були злегка урізані і перемонтовані заради того, що б отримати більш м'який віковий рейтинг «15».
- Адмірал Бейтс говорить у фільмі, що Кейсі Райбек очолював команду спецназу в місії в Панамі і єдиний з групи залишився в живих. У реальності під час цієї місії 4 людини загинули і 8 були поранені.
- Закадровий текст на початку фільму читає Дон Марш, колишній ведучий новин на телеканалі KTVI/KDNL.
- Харрісон Форд подивився цей фільм, вирішуючи для себе, чи варто приймати запропоновану йому головну роль у «Втікачі». Актор залишився настільки вражений роботою режисера Ендрю Девіса, що відразу прийняв пропозицію.
- Еріка Еленіак, яка у фільмі грає «Міс липень 1989» насправді була удостоєна звання Playmate of the Month липня 1989 журналу Playboy.
- Підводний човен USS Drum виконав роль північнокорейського підводного човна.

## Саундтрек
| Список треків | Список треків                 | Список треків |
| #             | Назва                         | Тривалість    |
| ------------- | ----------------------------- | ------------- |
| 1.            | «Main Title from Under Siege» | 4:05          |
| 2.            | «Fanfare»                     | 0:59          |
| 3.            | «The Takeover»                | 1:32          |
| 4.            | «Casey Gets in Touch»         | 2:58          |
| 5.            | «Casey Saves Jordan»          | 1:31          |
| 6.            | «Reveal Sub»                  | 0:48          |
| 7.            | «Sub Splits»                  | 2:05          |
| 8.            | «They Sink the Sub»           | 3:53          |
| 9.            | «Casey Rescues the Laundry»   | 1:50          |
| 10.           | «Sitting Ducks»               | 2:08          |
| 11.           | «The Broadway Shootout»       | 1:46          |
| 12.           | «Casey Meets Strannix»        | 0:48          |
| 13.           | «Casey Saves Hawaii»          | 2:48          |
| 14.           | «Epilogue»                    | 2:29          |
| 29:40         |                               |               |